# Qemal Mullaj
Qemal Mullaj (ur. we wrześniu 1882 w Beracie, zm. 1966 w Tiranie) – albański polityk i działacz społeczny, jeden z sygnatariuszy Albańskiej Deklaracji Niepodległości.

## Życiorys
Pochodził z zamożnej rodziny właścicieli ziemskich. Po ukończeniu nauki w szkole w Beracie wyjechał do Stambułu, gdzie ukończył studia z zakresu astronomii i geografii na Uniwersytecie Stambulskim. W Stambule związał się ze środowiskiem albańskich działaczy narodowych. W 1909 powrócił do kraju i osiedlił się we wsi Bubullime k. Lushnji, gdzie jego rodzina posiadała majątek ziemski. W listopadzie 1912 był delegatem Lushnji do Zgromadzenia Narodowego we Wlorze, które proklamowało Deklarację Niepodległości. Jego podpis widnieje na deklaracji niepodległości. W latach 1914-1915 jako przeciwnik polityczny Esata Paszy Toptaniego zdecydował się na wyjazd z kraju. Po dwóch latach pobytu we Włoszech powrócił do Bubullime. W 1920 zaangażował się w przygotowania do kongresu działaczy narodowych w Lushnji, który przywrócił państwowość albańską. W 1920 zasiadał w parlamencie. W 1924 aktywnie wspierał działania Fana Noliego i utworzonego przez niego rządu. Po upadku Noliego w grudniu 1924 wyjechał do Włoch, gdzie przebywał do roku 1928. Sądzony zaocznie za działalność antypaństwową. W latach 1928-1952 mieszkał w Bubullime, ostatnie lata spędził w Tiranie.